# Zonulispira chrysochildosa
Zonulispira chrysochildosa là một loài ốc biển, là động vật thân mềm chân bụng sống ở biển trong họ Turridae.

## Phân bố

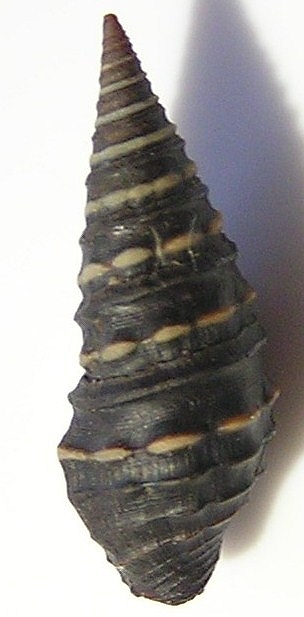
Zonulispira chrysochildosa, abapertural view